# 11. südgrönländischer Landesratswahlkreis
Der 11. südgrönländische Landesratswahlkreis war von 1911 bis 1951 ein Landesratswahlkreis in Südgrönland. Der Wahlkreis umfasste die Gemeinden Sisimiut, Qerrortusoq und Sarfannguit im Kolonialdistrikt Holsteinsborg.

## Vertreter
Folgende Personen vertraten den Wahlkreis:
| Wahlperiode | Landesrat                                     | Stellvertreter                        | Anmerkung                                                                |
| ----------- | --------------------------------------------- | ------------------------------------- | ------------------------------------------------------------------------ |
| 1911–1916   | Karl Sivertsen (nicht 1913, 1914)             | Elias Olsen                           | Stellvertreterwahl 1911 ungültig; Wahlkreis 1913 und 1914 ohne Vertreter |
| 1917–1922   | Seth Olsen († 1921) (nicht 1920, 1921, 1922)  | Marius Olsen (1920, 1922)             | Wahlkreis 1921 ohne Vertreter                                            |
| 1923–1926   | Simon Olsen (nicht 1926)                      | David Olsen (1926)                    |                                                                          |
| 1927–1932   | Frederik Olsen                                | ?                                     |                                                                          |
| 1933–1938   | Karl Mathiasen (nicht 1934, 1936, 1937, 1938) | Elias Kleist (1934, 1936, 1937, 1938) |                                                                          |
| 1939–1944   | Frederik Lennert                              | ?                                     |                                                                          |
| 1945–1950   | Frederik Lennert (nicht 1949)                 | Jørgen C. F. Olsen (1949)             |                                                                          |